# Moskau Einfach!
Pour plus de détails, voir Fiche technique et Distribution.
Moskau Einfach! est une comédie suisse écrite et réalisée par Micha Lewinsky et sortie en 2020. 
Le film traite de l'affaire des fiches. Le réalisateur Micha Lewinsky, pour lequel une fiche existait, décide de travailler sur ce matériel sous la forme d'une comédie. La langue est principalement le suisse allemand. Le film a été principalement tourné à Zurich, alors que le policier Viktor infiltrait l'ensemble du Schauspielhaus de Zurich sous couverture. 

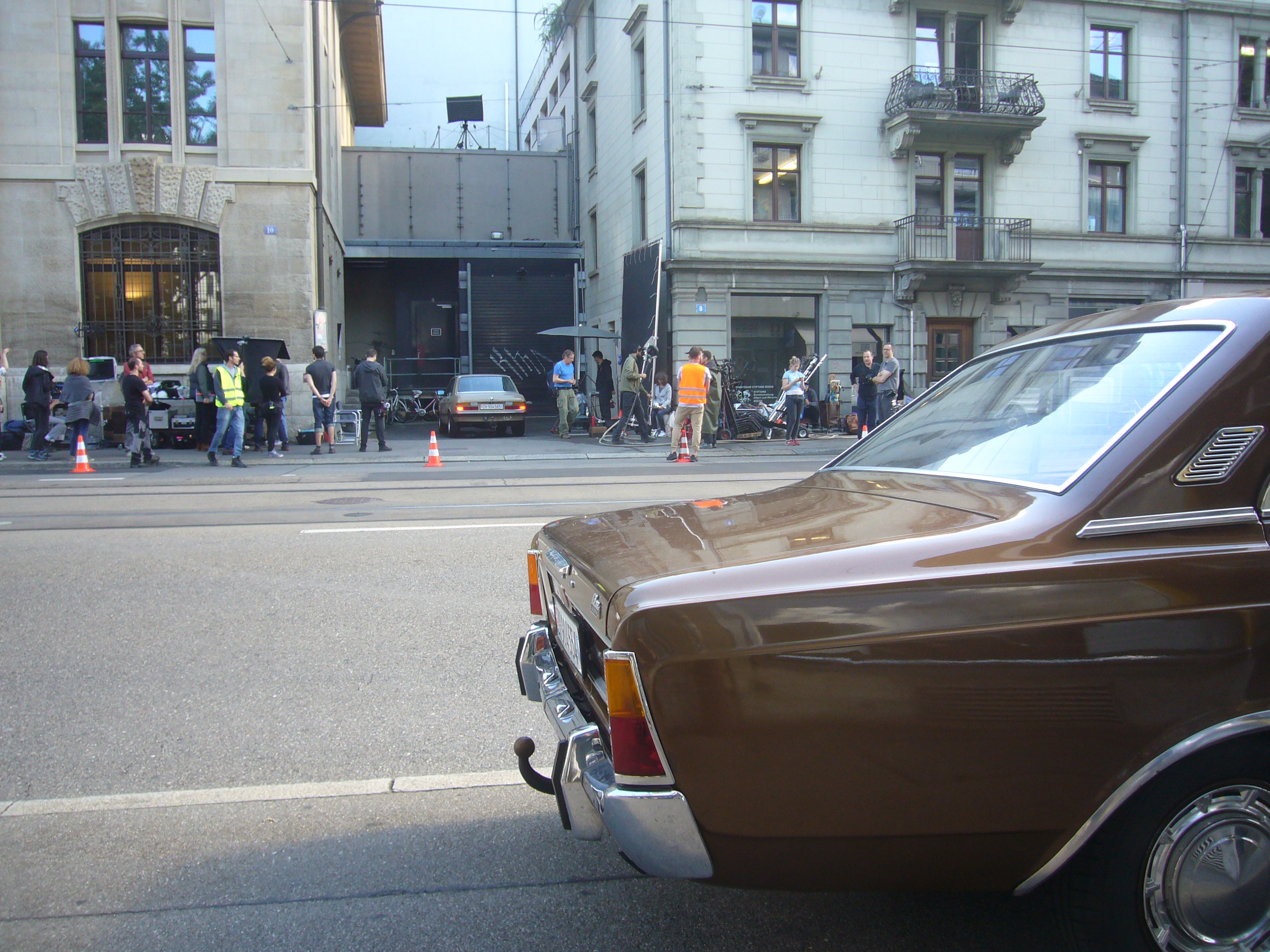
Moskau Einfach! à l'entrée de la scène du Schauspielhaus Zurich.

## Fiche technique
- Titre original : Moskau Einfach!
- Réalisation : Micha Lewinsky
- Scénario : Plinio Bachmann, Micha Lewinsky, Barbara Sommer
- Photographie : Ephrem Lüchinger
- Montage : Bernhard Lehner
- Musique : Tobias Dengler
- Pays d'origine : Suisse
- Langue originale : suisse allemand
- Format : couleur
- Genre : comédie
- Durée : 99 minutes
- Dates de sortie : 
  - Suisse : 25 janvier 2020 (Journées de Soleure)

## Distribution
- Eva Bay : Margot
- Saladin Dellers : Antonio
- Thomas Douglas : Flick
- Vera Flück : Viola
- Philippe Graber : Viktor Schuler
- Peter Jecklin : Oberst Lehmann
- Urs Jucker : Inspizient
- Kamil Krejcí : Berti
- Sebastian Krähenbühl : Beat
- Fabian Krüger : Reto
- Michael Maertens : Carl Heymann
- Mike Müller : Marogg
- Ingo Ospelt : Küde
- Martin Ostermeier : Fritz
- Gian Rupf : Orsino
- Lea Schmocker : Souffleuse Gabi
- Oriana Schrage : Klara
- Stefan Schönholzer : Claude
- Miriam Stein : Odile Lehmann
- Denise Wintsch : Monika

## Récompenses
- 2020 : Prix du cinéma suisse dans la catégorie Meilleure actrice (Miriam Stein)